# Palais des congrès et des sciences Darmstadtium
Le darmstadtium est un centre des congrès et des sciences (WKZ) situé dans le centre de la Ville de la Science, Darmstadt. Son nom, proposé par Peter Strehl et Christian Dindorf lors d’un concours, a été suggéré en référence au « Darmstadtium », nom donné en 2003 à un élément chimique découvert à Darmstadt en 1994. Cette allusion à la science et ce choix de désignation du centre ont séduit le maire de l’époque, Peter Benz, qui a attribué ce nom au Palais des congrès et des sciences de la Ville de la Science.

## Usage
Le darmstadtium convient parfaitement à l’organisation de congrès et conférences scientifiques. Parallèlement, le centre accueille des présentations d’entreprises et de produits, des réceptions de représentation, des événements, des manifestations culturelles et des concerts.
Le darmstadtium est bien desservi dans la Ville de la Science de Darmstadt et ne se situe qu’à quelques encablures du centre ville. Il comprend un espace multifonctionnel de 18 000 mètres carrés – 18 salles de réunion et de conférence ainsi qu’une grande salle divisible en trois, équipée des technologies de communication et de réunion les plus modernes – ainsi que des surfaces de foyer inondées de lumière pour les expositions. La grande salle principale de 1 300 m2 (divisible) compte 1 677 places assises organisées en rangées de sièges. En outre, 18 salles de conférence facilement combinables peuvent accueillir jusqu’à 1 300 personnes. Le restaurant CALLA dispose de 130 places et un café peut recevoir 50 personnes. Le bâtiment comprend également une terrasse sur le toit d’une capacité de 200 hôtes et un parking souterrain de 440 emplacements (2 000 places de stationnement attenantes).

## Infrastructure informatique
Le Palais des congrès de Darmstadt met à disposition, sur l'ensemble du site, une technique de réseaux que seuls les grands fournisseurs utilisent (comme Deutsche Telekom). Doté d’un débit de deux gigabits par seconde, le centre est connecté au DE-CIX et à l’AMS-IX. Les informations parviennent aux principaux hôtes de manière fluide et sans interruption. La connexion Internet parfaite et les obstacles informatiques élevés contre les attaques virtuelles permettent aux entreprises d’accéder à leur propre réseau en quelques clics. Le centre dispose de 70 points d’accès pour un accès à Internet sans fil (WLAN). Jusqu’à deux mille visiteurs peuvent travailler simultanément en ligne sur leur ordinateur portable, et ce, avec une vitesse maximale. Chacun dispose ainsi en permanence d’un débit de 5 mégabits par seconde. Cette qualité de connexion est également assurée pour les chargements vers l’amont : des transferts en temps réel sont accessibles dans le monde entier depuis le darmstadtium.

## Développement durable
Doté de solutions architecturales adaptées et d’une large exploitation de la géothermie, de l’énergie solaire et de la biomasse, le darmstadtium présente, dans son bilan total, une alimentation quasiment intégralement assurée par les énergies renouvelables. Des contrats spécifiques avec la Deutsche Bahn permettent également un trajet neutre en CO2. Le bâtiment est certifié « Green Globe ».

## Construction
Le bâtiment a été imaginé par l’architecte viennois Talik Chalabi. La maîtrise d’ouvrage du darmstadtium a été gérée par la ville et l’Université de technologie de Darmstadt (TUD). Le 6 décembre 2007, après près de trois années de travaux, le nouvel édifice, situé à l’est du château de Darmstadt, a ouvert ses portes. Le bâtiment impressionnant sur le plan architectural (« néo-constructivisme ») se compose de quatre blocs enchevêtrés en angle non droit. La façade extérieure se caractérise par de larges surfaces en verre obliques et pointues. La superficie totale atteint 18 000 m2. Le bâtiment de congrès dispose d’une capacité brute d’environ 110 000 m3, le parking souterrain de deux étages présente une capacité de 45 000 m3. Au total, 43 000 m3 de béton et 7 300 t d’acier ont été nécessaires. Durant la longue phase de construction, le darmstadtium constituait le chantier public le plus vaste du Land de Hesse. Les fouilles de construction ont atteint une profondeur de 16 mètres, et environ 180 000 m3 de terre ont été extraits.
Au cours des travaux de construction, à l’ouest, des éléments d'une ancienne tour fortifiée ont été découverts. Celle-ci a été intégrée au darmstadtium, tout comme les parties des remparts médiévaux, créant ainsi un contraste avec l’architecture moderne.

## Coûts
La Ville de la Science de Darmstadt a pris en charge la totalité des coûts de construction, le Land de Hesse a mis le terrain à disposition, l’Université de technologie de Darmstadt s’est chargée d’une garantie d’occupation pour un certain contingent. Le bilan final de la construction de septembre 2010 présente un montant de 90,5 millions d’euros, contre les 77 millions d’euros estimés à l’origine. Le coût de construction d’une petite salle pour les événements parallèles dans la grande salle n’est pas encore pris en compte dans ce calcul.
Concernant les frais courants, le maire Walter Hoffmann a déclaré, juste avant l’inauguration, en décembre 2007, qu’un déficit d’exploitation annuel entre 2,3  et   3,5 millions d’euros est « voulu sur le plan politique ».
Depuis le 1er janvier 2011, Lars Wöhler remplit la fonction de directeur. Son objectif est clair : renforcer la collaboration avec la recherche, et particulièrement la TUD, et les entreprises (gestion des comptes clés). L’augmentation tant espérée du chiffre d’affaires devrait limiter l’aide financière requise pour les coûts opérationnels à 1,2 million d’euros.
À l’origine, on souhaitait associer un « Cybernarium » au darmstadtium, qui offrirait un aperçu sur les univers virtuels à un public plus large. Ce projet ainsi que l’utilisation de cette partie du bâtiment comme amphithéâtre de la TUD ont toutefois été rejetés.

## Critiques
Le centre des congrès est très controversé à Darmstadt au vu des coûts de construction et des frais ultérieurs. À moyen terme, il sera encore impossible de travailler de façon rentable. L’association des contribuables a critiqué le manque de contrôle des coûts dans son livre noir de 2008.